# Incidente del bus 300
L'incidente del bus 300, o incidente del Kav 300, fu un attentato avvenuto nel 1984 in cui membri dello Shin Bet israeliano giustiziarono, poco dopo averli catturati, due dirottatori di autobus palestinesi che avevano dirottato un bus Egged, ferendo gravemente uno dei 41 passeggeri, per ottenere il rilascio di 500 prigionieri arabi in Israele. Durante l’incursione delle forze speciali, Irit Pourtogess, che si era distinta nell’aiutare le altre vittime, convincendo i terroristi a far scendere una donna incinta, venne uccisa.
Il Fronte Popolare per la Liberazione della Palestina rivendicò la responsabilità per il dirottamento, ma le fonti israeliane accusarono Fatah per l'attacco.
Dopo l'incidente, i membri dello Shin Bet fornirono false testimonianze sul loro coinvolgimento nella vicenda. Il censore militare israeliano oscurò la copertura del dirottamento originariamente, ma tuttavia, la pubblicazione di informazioni sulla vicenda sulla stampa estera, e alla fine sui media israeliani, portò a un tumulto pubblico, che portò molti nell'opinione pubblica israeliana a chiedere che le circostanze che circondavano le morti dei dirottatori venissero indagate. Nel 1985, l'alto generale dell'esercito israeliano Yitzhak Mordechai fu prosciolto dalle accuse relative alla morte dei dirottatori catturati. Successivamente, emerse che membri dello Shin Bet avevano implicato il generale, nascondendo chi aveva dato l'ordine diretto di uccidere i prigionieri. Nel 1986, il procuratore generale di Israele, Yitzhak Zamir, fu costretto a dimettersi dopo essersi rifiutato di annullare un'indagine sul ruolo dello Shin Bet nella vicenda. Poco dopo Avraham Shalom, capo dello Shin Bet, si dimise e ricevette il pieno perdono presidenziale per crimini non specificati, mentre la grazia venne concessa a molti coinvolti prima che venissero formulate le accuse. In seguito allo scandalo, venne istituita la Commissione Landau per indagare sulle procedure dello Shin Bet.
I fatti relativi all'incidente ispirarono una miniserie diretta da Uri Barbash, Kav 300, e due documentari, Alef Techasel Otam e Rescue Bus 300.